# Підгаєцьке лісництво
Підгаєцьке лісництво» — територіально-виробнича одиниця ДП «Бережанське лісомисливське господарство» Тернопільського обласного управління лісового та мисливського господарства, підприємство з вирощування лісу, декоративного садивного матеріалу.

## Об'єкти природно-заповідного фонду
На території лісництва знаходиться 1 об'єкт природно-заповідного фонду:
- ботанічний заказник загальнодержавного значення «Волощина» — квартал 29 виділ 8,1, квартал 32 виділи 1, 17, 19, 2,1, 18